# Distretto di Kumi
Il distretto di Kumi è un distretto dell'Uganda, situato nella Regione orientale.